# Florence Merlevède
Florence Merlevède () é uma matemática especialista em teoria das probabilidades francesa, cujos interesses de pesquisa se concentram em variáveis aleatórias dependentes e fracamente dependentes, incluindo desigualdades de Bernstein e teoremas de limite central para essas variáveis. É professora no laboratório de análise e matemática aplicada da Universidade Gustave Eiffel, associada ao grupo de pesquisa sobre probabilidade e estatística.
Merlevède obteve um doutorado na Universidade Pierre e Marie Curie em 1996, orientada por Denis Bosq e Magda Peligrad. Com Peligrad e Sergey Utev, é coautora do livro Functional Gaussian Approximation for Dependent Structures (Oxford University Press, 2019).
Em 2021 foi nomeada fellow do Institute of Mathematical Statistics, "por excelentes contribuições para o campo das variáveis aleatórias dependentes, especialmente por resultados fundamentais relativos aos teoremas do limite condicional, taxas de convergência no teorema do limite central e grandes matrizes aleatórias".